# Atrocalopteryx oberthueri
Atrocalopteryx oberthueri is een juffer (Zygoptera) uit de familie van de beekjuffers (Calopterygidae).
De wetenschappelijke naam van de soort werd in 1894 als gepubliceerd door McLachlan.